# Pseudomantis hartmeyeri
Pseudomantis hartmeyeri är en bönsyrseart som beskrevs av Werner 1912. Pseudomantis hartmeyeri ingår i släktet Pseudomantis och familjen Mantidae. Inga underarter finns listade i Catalogue of Life.